# 沙灘上的摩登人魚/風之魔法
《沙灘上的摩登人魚／風之魔法》，是日本女歌手小泉今日子的第9張單曲和代表作之一。1984年3月21日發行。

## 簡介
小泉今日子以這張單曲首次獲得Oricon公信榜單曲週榜冠軍（同時也是Oricon公信榜單曲榜設立以來第200作冠軍歌曲）。總銷量達33.1萬張，是1984年度日本單曲銷量第25位。
當時人氣已經迅速上升的小泉今日子憑藉《沙灘上的摩登人魚》的成功正式躍升為頂級的女性偶像歌手行列。1984年底小泉首次被邀請上NHK紅白歌合戰上演出這首歌，表演時其可愛清秀的造型和風格大受好評；而表演途中小泉的帽子突然鬆動，小泉若無其事地一手扶著帽子，同時如常連貫地唱歌，最後乾脆脫下帽子，她迅速的臨場應變能力也備受讚賞。之後小泉連續五年獲邀上紅白演出。
另一首主打歌《風之魔法》被用作人氣動畫《哆啦A夢》的电影作品《大雄的魔界大冒險》的主題曲（但在日本发行的该片DVD版中并未使用本歌曲，而是被换成了《大雄的大魔境》主题曲《齐心合力》）。
1991年11月單曲進行8cm CD化，但第二主打歌《風之魔法》換成小泉1984年的另一首單曲《大和撫子七變化》。

## 收錄曲目
1. 沙灘上的摩登人魚（渚のはいから人魚）
  - 作詞：康珍化；作曲：馬飼野康二；編曲：馬飼野康二
2. 風之魔法（風のマジカル）
  - 作詞：；作曲：NOBODY；編曲：鷺巢詩郎

東寶系劇場動畫《大雄的魔界大冒險》的主題曲

### 沙灘上的摩登人魚／大和撫子七變化
1. 沙灘上的摩登人魚（渚のはいから人魚）
2. 大和撫子七變化（ヤマトナデシコ七変化）（Karaoke）
3. 沙灘上的摩登人魚（Karaoke）
4. 大和撫子七變化

## 外部連結
- 沙灘上的摩登人魚／大和撫子七變化 唱片介紹 （页面存档备份，存于）